# 斯捷潘·瓦豪谢克
斯捷潘·瓦豪谢克（捷克語：Štěpán Vachoušek，1979年7月26日—），捷克前男子足球运动员，场上位置是中场。他曾代表捷克国家队参加2004年欧洲足球锦标赛，结果队伍止步半决赛。